# Замок Клоутер

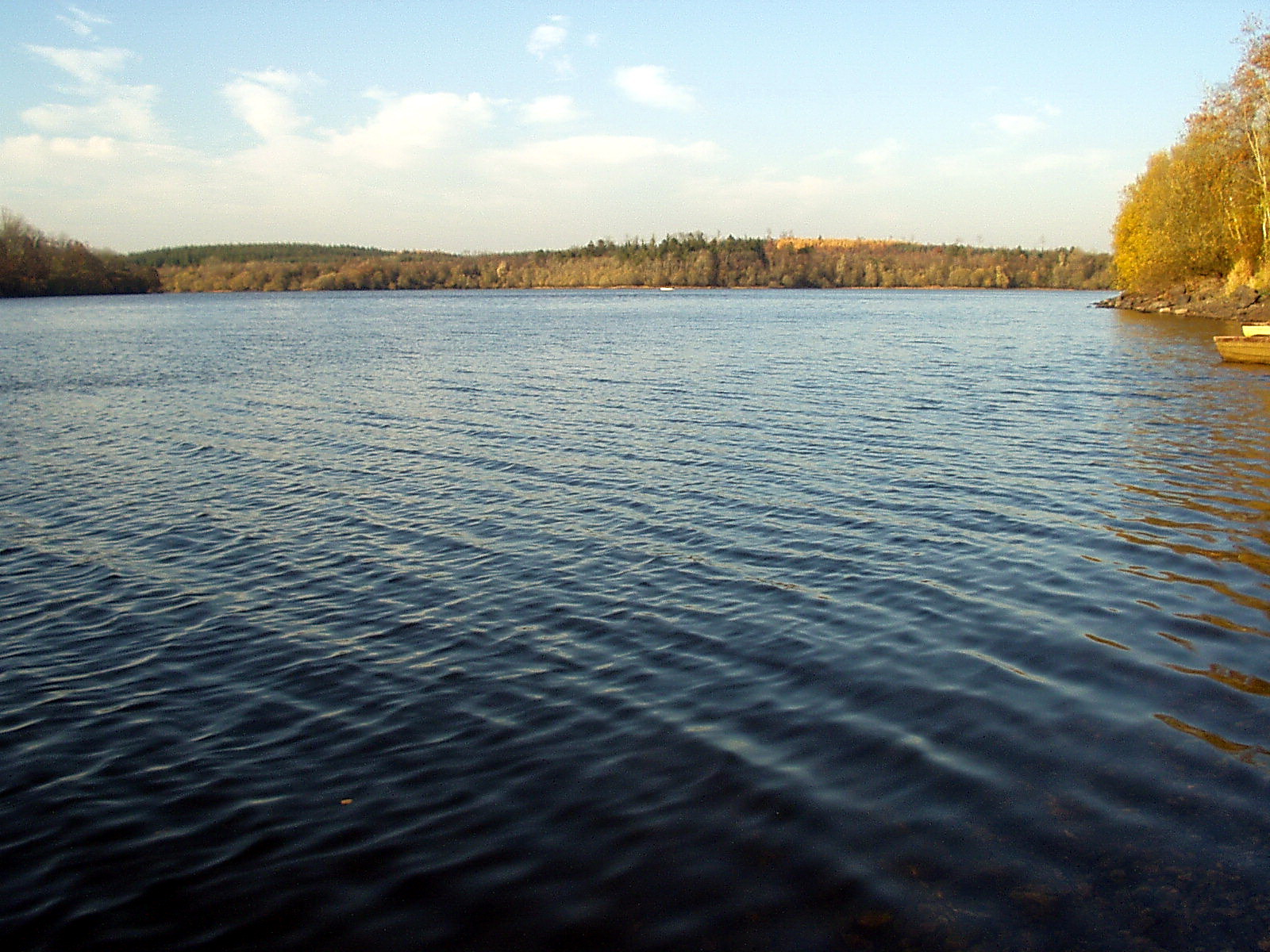
Озера Лох-Отер.

Замок Клоутер (англ. Cloughoughter Castle) — один із замків Ірландії, розташований в графстві Каван. Нині замок в руїнах. Руїни розташовані на острові озера Лох-Отер, в 2,5 милях на схід від міста Кіллешандра.

## Історія замку Клоутер
Замок розташований та території давнього ірландського королівства Брейфне. Пізніше тут було ірландське королівство Східне Брейфне, територія якого приблизно відповідає нинішньому графству Каван. До початку будівництва замку тут був кранног — давня кельтська оборонна споруда. У другій половині ХІІ століття замок перебував у володінні ірландського клану О'Рурк. Після англо-норманського завоювання Ірландії 1169 року замок потрапив до рук норманського феодала Вільяма Горма де Лейсі — нормани захопили частину території клану О'Рурк і їхнього королівства Східне Брейфне. Дата будівництва нинішньої споруди замку Клоутер невідома, історики вказують на початок ХІІІ століття, хоча всі погоджуються, що до цього тут теж була фортеця. Архітектурні елементи нижніх ярусів замку вказують саме на початок ХІІІ століття.
У 1233 році клан О'Рейлі почав війну за звільнення Ірландії від англо-норманських феодалів. Клан О'Рейлі звільнив ці землі і взяв замок Клоутер під свій контроль. Протягом кількох наступних століть клан О'Рейлі утримував владу над замком Клоутер, не дивлячись на війни з кланом О'Рурк та внутрішні війни в клані О'Рейлі. Саме в цьому замку Філіп О'Рейлі був кинутий за ґрати і тримали його там «даючи тільки жменю вівса і горнятко води надобу, він помирав від спраги і змушений інколи був пити власну сечу» — так пишуть ірландські літописи.
Після завоювання королівства Брейфне Англією в 1605 році почалась колонізація цих земель шотландськими та англійськими колоністами. Землі і замок Клоутер були даровані Х'ю Калму. Х'ю Калм не жив в цьому замку, збудував собі нову резиденцію на березі озера. Але замок був укріплений і використовувався як арсенал, в замку ніхто не жив. Але це була його помилка. Незабаром від був схоплений і кинутий за ґрати в свій же замок Клоутер.
У 1641 році спалахнуло повстання за незалежність Ірландії. Філіп О'Рейлі — таємний лідер повстанців, влаштував змову, захопив в полон Х'ю Калма, захопив замок Клоутер. Замок Клоутер він використовував як в'язницю для полонених. Х'ю Колм і його колеги сиділи за ґратами в замку кілька років.
У 1649 році в замку Клоутер помер командуючий повстанською армією Ольстеру Оуен Роу О'Ніл. О'Рейлі тримав оборону замку протягом 12 років — замок був оплотом незалежної Ірландської конфедерації. Але армія Олівера Кромвеля розгромила повстанців і оточили замок. Замок Клоутер лишався останнім оплотом повстанців в 1653 році. Замок тримався мужньо, але впав.
Замок Клоутер оспівували в творах мистецтва в XVIII та в ХІХ століттях. У журналі «Даблін Юніверсіті Магазін» в 1852 році писали: «Замок стоїть на невеликому острові, розміром в 300 футів в діаметрі, острів скелястий, стоїть серед дуже глибокої води. Береги далеко, дикі і покриті лісом. Замок являє собою живописні руїни, закинуті, повиті ірландським плющем. Стіни товсті, з амбразурами та круглими вікнами…»
Заходи по охороні та реставрації замку почались в 1987 році.